# Paul Brosselin

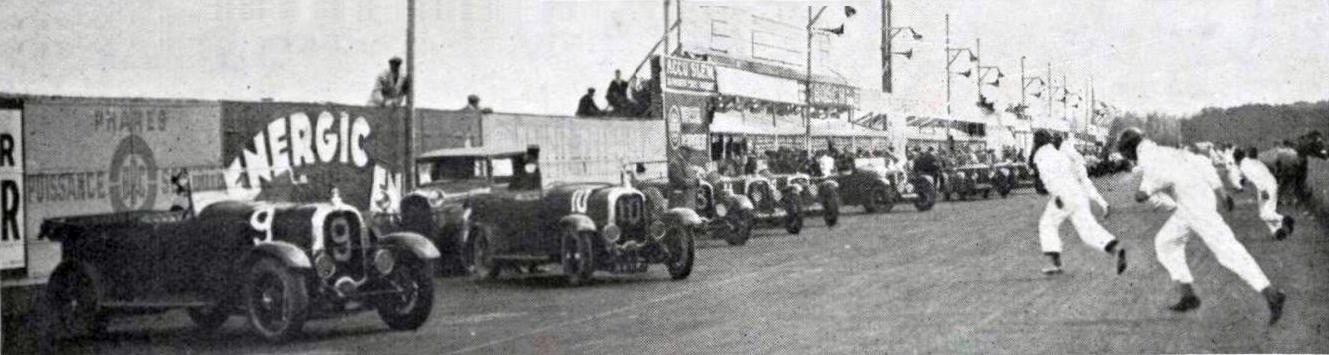
Der Fasto A3 Sport (Startnummer 9) von Frédéric Théllusson und Paul Brosselin beim Start zum 24-Stunden-Rennen von Le Mans 1927

Paul Jacques Brosselin (* 24. Oktober 1900 in Paris; † 30. Januar 1978 in Baraize) war ein französischer Automobilrennfahrer.

## Karriere als Rennfahrer
Paul Brosselin startete 1927 bei zwei 24-Stunden-Rennen. Während er beim Rennen in Le Mans ausfiel, beendete er das 24-Stunden-Rennen von Spa-Francorchamps an der vierten Stelle der Gesamtwertung.

## Statistik

### Le-Mans-Ergebnisse
| Jahr | Team                                | Fahrzeug       | Teamkollege         | Platzierung | Ausfallgrund |
| ---- | ----------------------------------- | -------------- | ------------------- | ----------- | ------------ |
| 1927 | Fabriques d’Automobiles de St. Ouen | Fasto A3 Sport | Frédéric Théllusson | Ausfall     | Elektrik     |